# Ignacy Rychłowski (żołnierz)
Ignacy Rychłowski (ur. 26 lipca 1895 w Szymborze, zm. 2 października 1950 w Kwidzynie) –  żołnierz armii niemieckiej, armii wielkopolskiej i chorąży Wojska Polskiego. Uczestnik I wojny światowej, wojny polsko–bolszewickiej i kampanii wrześniowej. Kawaler Orderu Virtuti Militari.

## Życiorys
Urodził się w rodzinie Władysława i Katarzyny z d. Halas.
W 1915 wcielony do armii niemieckiej. Od stycznia 1919 włączył się do powstania wielkopolskiego organizując oddział powstańczy w Szymborze. W odrodzonym Wojsku Polskim służył w 15 pułku artylerii. Od 1920 walczył na frontach wojny polsko-bolszewickiej jako instruktor obsługi dział produkcji niemieckiej w 201 pułku piechoty. Szczególnie zasłużył się w bitwie pod Radzyminem, gdzie "w rejonie wsi Helenów uratował zagrożoną baterię 201 pap wyprowadzając działo przed własne pozycje, zniszczył punkt obserwacyjny i odrzucił piechotę npla". Za tę postawę został awansowany do stopnia chorążego i odznaczony Orderem Virtuti Militari.
W wojsku do 1922. Później prowadził własną firmę. Od 1933 urzędnik Izby Skarbowej w Jarocinie, a później także w Poznaniu. Podczas kampanii wrześniowej walczył w szeregach Armii „Poznań”. Po zakończeniu walki aresztowany przez gestapo i osadzony w Forcie VII Poznań. Tam w wyniku ciężkich przesłuchań stracił oko i słuch w jednym uchu. Później przewieziony na roboty przymusowe na Pomorze. Po zakończeniu wojny został burmistrzem Kwidzyna. Tam też zmarł w 1950.

## Życie prywatne
Dwukrotnie żonaty: ze Stanisławą Chytros i Leokadią Baniecką. Troje dzieci.

## Ordery i odznaczenia
- Krzyż Srebrny Orderu Wojskowego Virtuti Militari nr 452[1][3] – 1922[4]
- Medal Niepodległości[1]